# Provinz Poopó
Poopó ([po.o.ˈpo]) ist eine Provinz im östlichen Teil des Departamento Oruro im Hochland des südamerikanischen Anden-Staates Bolivien.

## Lage
Die Provinz Poopó ist eine von sechzehn Provinzen im Departamento Oruro. Sie erstreckt sich zwischen 18° 15' und 18° 50' südlicher Breite und zwischen 66° 19' und 66° 54' westlicher Länge.
Sie grenzt im Nordosten an die Provinz Pantaleón Dalence,
im Nordwesten an die Provinz Cercado,
im Westen an die Provinz Saucarí,
im Südwesten an die Provinz Sud Carangas,
im Süden an die Provinz Eduardo Avaroa und
im Osten an das Departamento Potosí.
Die Provinz erstreckt sich über 70 Kilometer in Ost-West- und in Nord-Süd-Richtung. Zentraler Ort der Provinz ist die Landstadt Poopó mit 3.618 Einwohnern (Volkszählung 2012).

## Bevölkerung
Die Einwohnerzahl der Provinz Poopó hat sich in den vergangenen drei Jahrzehnten geringfügig zurückgegangen:
| Jahr | Einwohner | Quelle       |
| ---- | --------- | ------------ |
| 1992 | 17 437    | Volkszählung |
| 2001 | 14 984    | Volkszählung |
| 2012 | 16 775    | Volkszählung |
| 2024 | 16 986    | Volkszählung |

Wichtigstes Idiom der Provinz ist Spanisch, das von 86 Prozent der Bevölkerung gesprochen wird, gefolgt von Quechua (78 Prozent) und Aymara (22 Prozent). (2001)
44 Prozent der Bevölkerung haben keinen Zugang zu Elektrizität, 89 Prozent leben ohne sanitäre Einrichtung. (2001)
61 Prozent der Erwerbstätigen arbeiten in der Landwirtschaft, 12 Prozent im Bergbau, 5 Prozent in der Industrie, 22 Prozent im Dienstleistungsbereich. (2001)
86 Prozent der Einwohner sind katholisch, 12 Prozent sind evangelisch. (2001)

## Gliederung
Die Provinz unterteilte sich bei der letzten Volkszählung von 2024 in die folgenden drei Verwaltungsbezirke (bolivianisch „Municipios“):
- 04-0601 Municipio Poopó – 9,152 Einwohner
- 04-0602 Municipio Pazña – 4.220 Einwohner
- 04-0603 Municipio Antequera – 3.614 Einwohner

## Ortschaften in der Provinz Poopó
- Municipio Poopó
  - Poopó 3618 Einw. – Venta y Media 417 Einw.

- Municipio Pazña
  - Pazña 1407 Einw. – Peñas 1386 Einw. – Totoral 1128 Einw. – Avicaya 616 Einw. – Urmiri 168 Einw.

- Municipio Antequera
  - Antequera 1751 Einw. – Campamento Bolívar 1120 Einw. – Tutuni 175 Einw.